# Cuajada

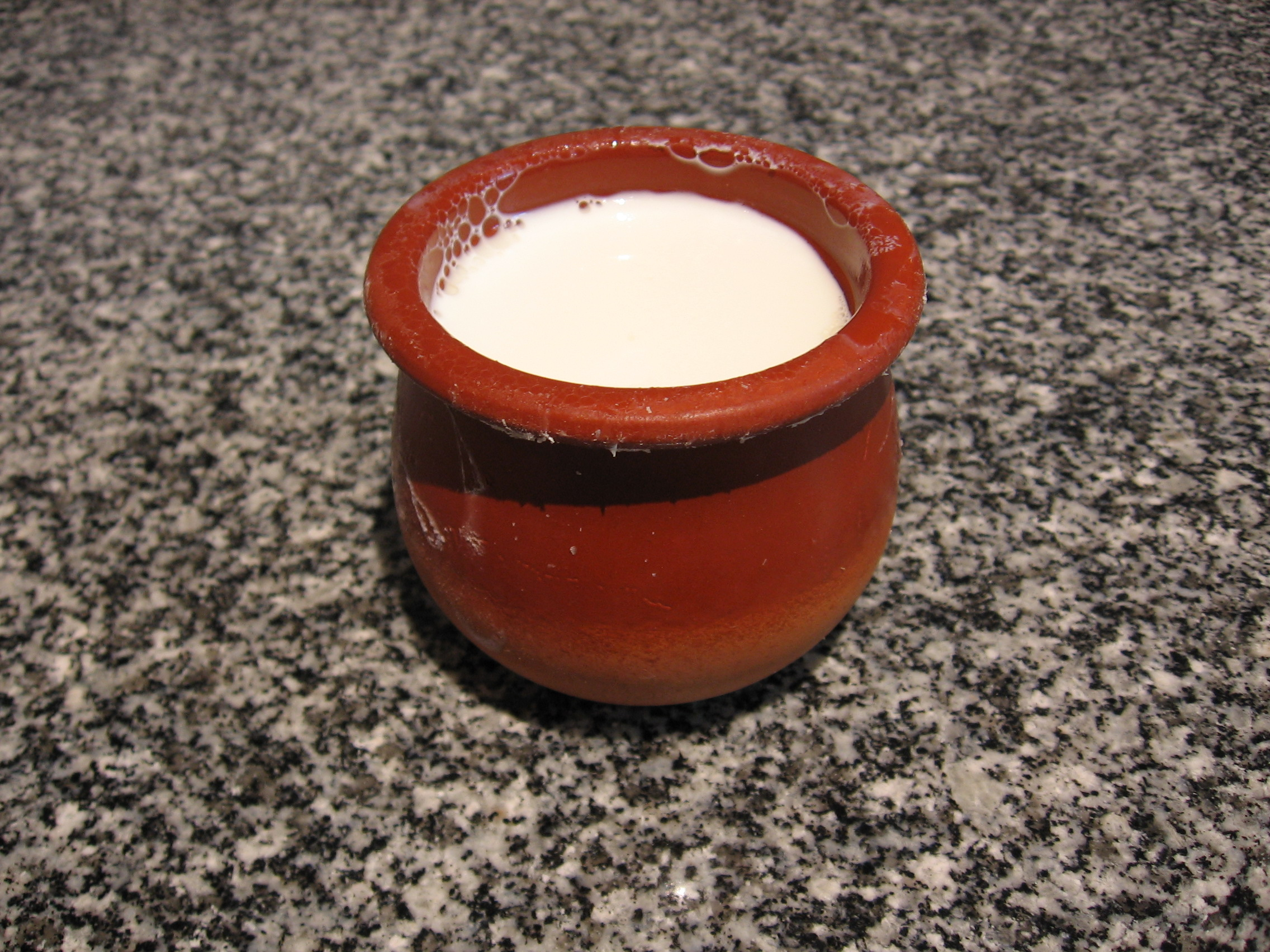
Une cuajada dans son pot en terre vernissé.

La cuajada (en espagnol), ou mamia, (moelle en basque), ou kallatua (Soule, Labourd, Navarre), gatzatua (Biscaye, Roncal et Soule), est traditionnellement le caillé de brebis typique notamment du Pays basque. Elle est proche de la gaztanbera (Basse-Navarre).
De nos jours, la cuajada est faite de lait de vache, de brebis ou de chèvre coagulé non fermenté (à la différence du yaourt) d'un gélifiant et d'un épaississant (agar-agar le plus souvent), elle est vendue en pots de 125 g aux côtés des yaourts et consommée nature ou sucrée, avec éventuellement des noix ou des fruits.

## Présentation
Cuajada de la leche signifie en espagnol « caillé de lait ». Les caillés remontent à la haute Antiquité : Noé fait référence au lait caillé. Polyphème fait cailler le lait de ses brebis pour faire du fromage (Homère, IXe siècle av. J.-C.). La tradition du caillé sous diverses présentations remonte — selon certains auteurs — à la présence arabe en Espagne, l'Anonyme andalou explique dans sa recette de tourte au fromage caillé ou muğabbana qu'on doit utiliser un mélange 25% lait de vache 75% lait de brebis pour obtenir un caillé homogène et lisse.

### Traditionnelle

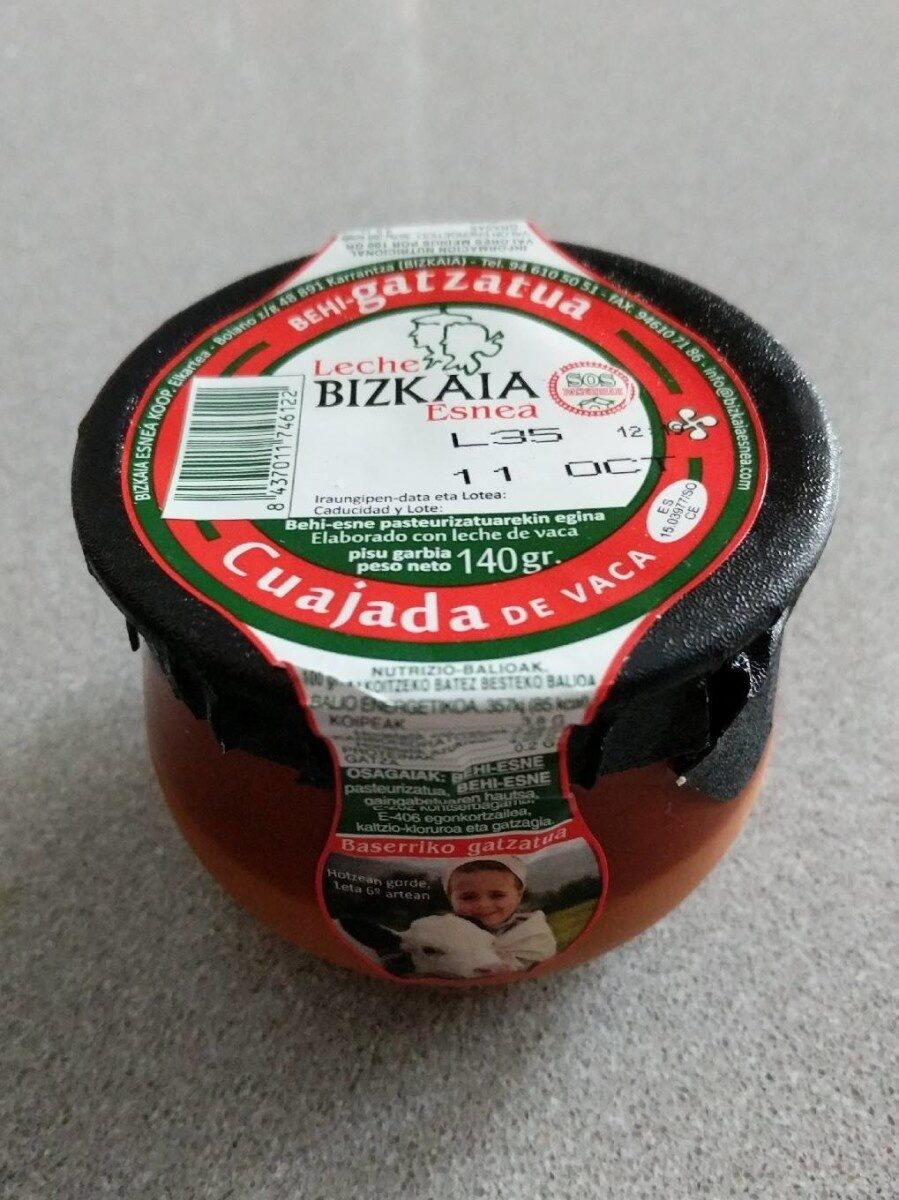
Cuajada basque au lait de vache

Jusqu'à la première moitié du XXe siècle, sa préparation débutait au nord de l'Espagne (Cantabrie, Pays Basque, Asturies, La Rioja) le premier dimanche de Pâques, dans les maisons. Des pierres préalablement chauffées dans les braises étaient jetées dans un kaiku, ou un chaudron, contenant le lait de brebis. Le lait bouilli est, après tiédissement, coagulé naturellement par acidification (coagulation acide) ; cependant, il peut être aussi coagulé par ajout de présure (coagulation enzymatique) dans le lait tiédi à 37–38 °C et réparti dans des pots en grès vernissés, où le caillage s'effectue en une heure. Les pots sont ensuite réfrigérés.
Le caillé de brebis se consomme froid, à la manière d'un yoghourt. Il doit son charme et sa typicité à la saveur du lait de brebis et aux arômes de grillé développés au contact de la pierre, ou du trempage d'un fer rouge. On peut le consommer avec du miel, sucre, confiture, ou salé mélangé d'herbes.
La mamiya ou mamia est une cuajada. Martín Berasategui fait la sienne au lait de brebis légèrement salé avec de la présure.

### Actuelle

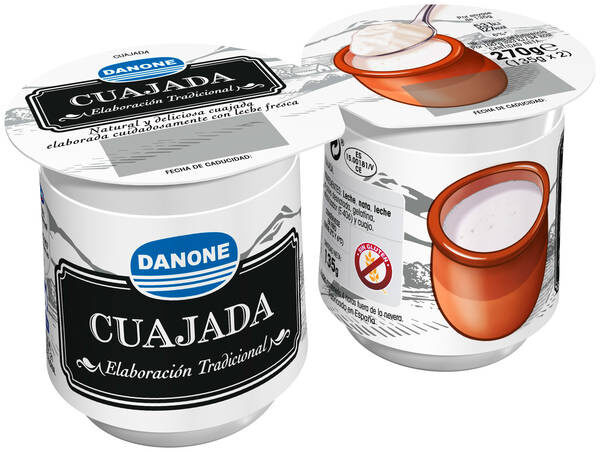
Cuajada Danone au lait de vache.

La cuajada est définie et normalisée en Espagne par l'arrêté du 14 juin 1983 actualisé, (norme de qualité) dont la Junta de Andalucia reprend la définition (2013) : « produit semi-solide obtenu à partir de lait entier, demi-écrémé ou écrémé, soumis à un traitement thermique, coagulé par l'action de la présure ou d'autres enzymes coagulantes, sans adjonction de ferments lactiques et sans égouttage ». Les composants essentiels sont le lait entier, demi-écrémé ou écrémé, concentré ou non, de brebis, chèvre, vache ou leurs mélanges, la présure ou autres coagulants, le sucre, les édulcorants autorisés, les fruits, jus et les aromatisants. La gélatine est facultative (< 7 g/kg de caillé) mais usuelle.
Le Ministère de l'Agriculture et de l'Alimentation espagnol donne la composition nutritionnelle moyenne en précisant que le lait peut être pasteurisé de vache ou de brebis, qu'il est porté à 35 °C pendant environ 30 min. et décrit les versions sucrée, édulcorée, avec fruits, jus et autres produits alimentaires ou aromatisées. De nombreuses marques produisent de la cuajada.

## Recettes à base de cuajada

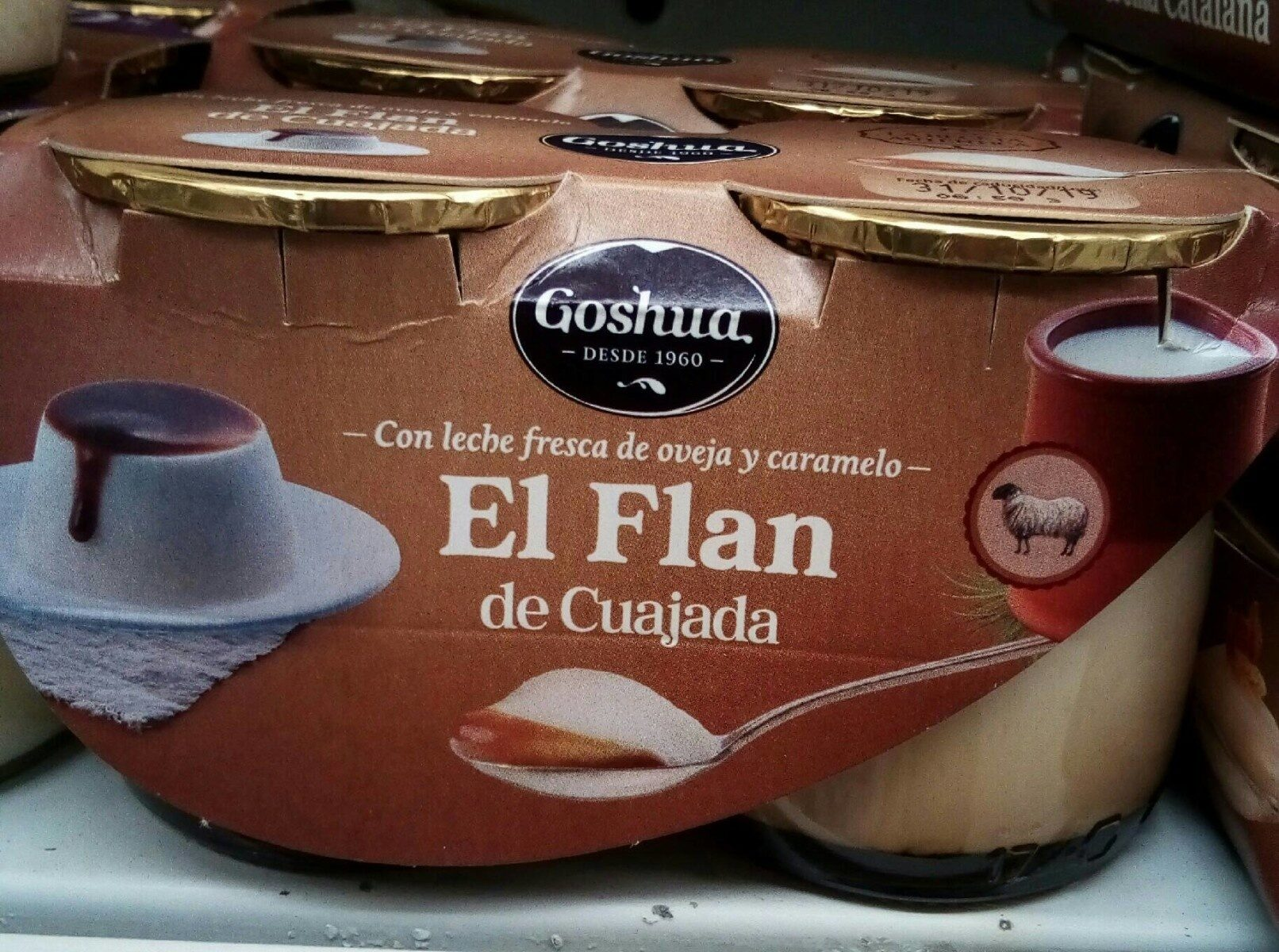
Cuajada en flan (avec œuf et caramel).

La cuajada additionnée d'œuf forme des flans (tarta de queso y cuajada flan au fromage et à la cuajada) servis seuls, en galette ou avec des fruits : Cuajada con manzana (pomme à la cuajada).

## Cuajada dans les pays hispanisants
Au Mexique, la cuajada est un fromage frais. En Argentine elle est la même qu'en Espagne.